# 水紋尖鼻魨
水紋尖鼻魨（学名：Canthigaster rivulata），又名水紋扁背魨、條紋尖鼻魨、尖嘴規、規仔，为輻鰭魚綱魨形目四齒魨亞目四齒魨科扁背魨屬下的一个种，為熱帶海水魚，分布於印度西太平洋區，從東非至夏威夷群島海域，棲息深度0-350公尺，體長可達18公分，棲息在珊瑚礁及岩礁區，生活習性不明，可作為觀賞魚，有毒性。